# Gesprek

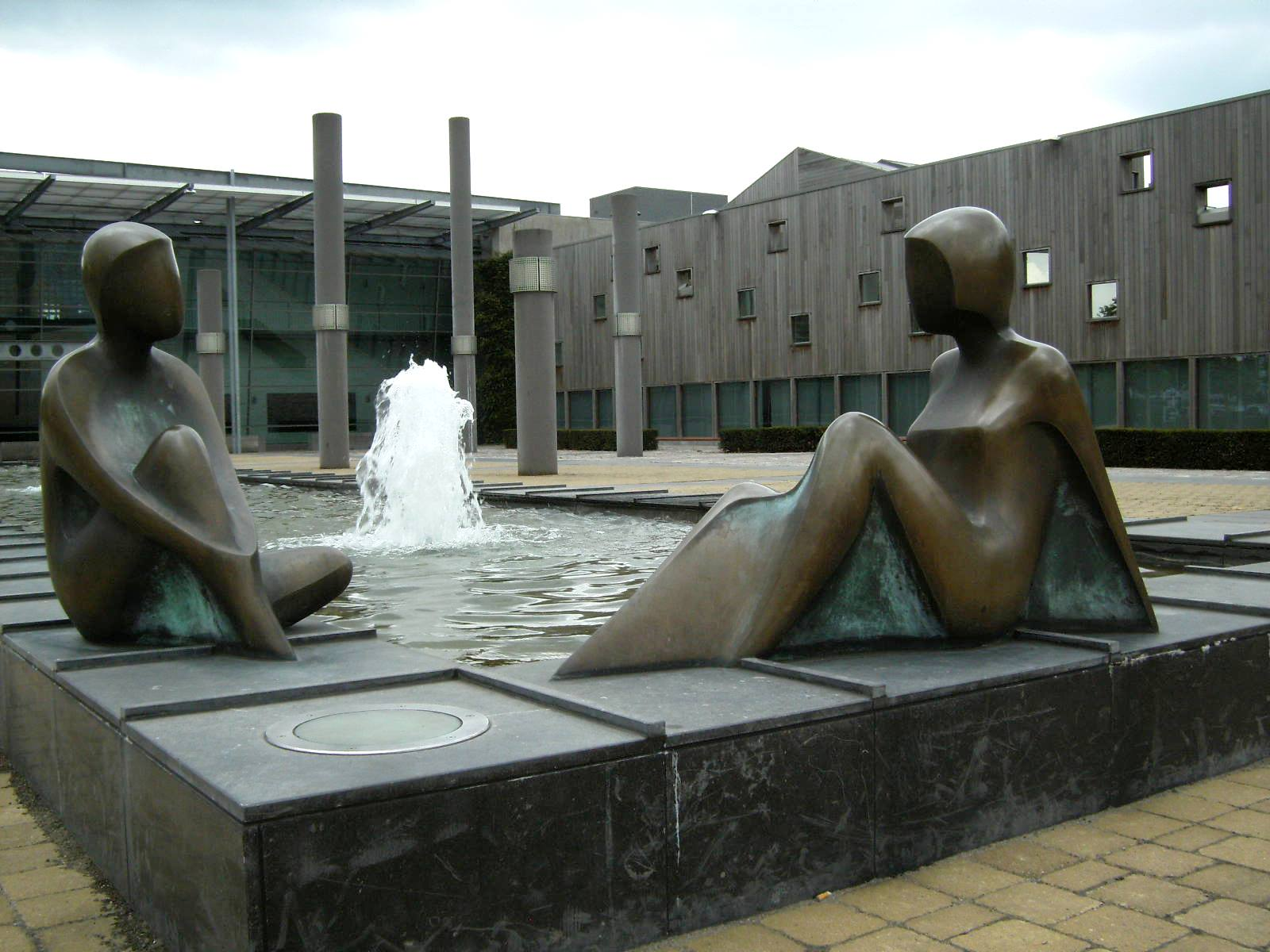
Brunnengespräch, kunstwerk door Loni Kreuder

Een gesprek of conversatie is een mondelinge communicatie tussen ten minste twee personen; in geval van één persoon spreekt men van een monoloog of een toespraak.
Een gesprek kan een vrijblijvend of een formeel karakter hebben. Volgens Montaigne, de schrijver van de Essais, worden we in het gesprek ons bewust van onze eindigheid en de beperktheid van de eigen levenservaring. Door het voeren van gesprekken kunnen we deze levenservaring verruimen en kennis opdoen op welke punten we nog tekortschieten wat betreft onze levenservaring. Daardoor zijn we na het gesprek niet langer dezelfde als voor het gesprek.
Volgens Gadamer is de grote verdienste van Schleiermacher dat hij het verstaan heeft opgevat als een gesprek, maar hij heeft dit uitgangspunt niet consequent doorgevoerd. Verstaan vereist volgens Gadamer goede wil en open staan voor de gesprekspartner en is niet, zoals Schleiermacher beweert, enkel objectieve reconstructie, maar een gedachtewisseling en integratie (horizonversmelting). Een werkelijk gesprek verandert beide partners, zowel de uitlegger als de tekst.
Als twee mensen met elkaar in gesprek zijn, kan het gebeuren dat ze onwillekeurig elkaars snelheid van oogknipperen overnemen of zich aan elkaar gaan spiegelen (dezelfde houding aannemen).
Voorts kunnen onder andere worden onderscheiden:
- een gesprek onder vier ogen
- een slechtnieuwsgesprek
- een sollicitatiegesprek
- een functioneringsgesprek
- een beoordelingsgesprek
- een vraaggesprek of interview
- een dialoog
- een debat
- een discussie
- een non-convergent discourse of een tweetalig gesprek
- een adviesgesprek
- een diagnose-receptgesprek
- een oppervlakkig gesprek (spreekwoordelijk over koetjes en kalfjes)
- een diepgaand gesprek
- een luistercirkel